# Tara-Lynn Nicholas
Pour les articles homonymes, voir Nicholas.
Tara-Lynn Nicholas, née le 28 mai 1995 à Pietermaritzburg, est une nageuse sud-africaine.

## Carrière
Tara-Lynn Nicholas remporte trois médailles d'or (sur 50 et 100 mètres brasse et sur le relais 4 x 100 mètres quatre nages) et une médaille de bronze sur 200 mètres brasse aux Championnats d'Afrique de natation 2012 à Nairobi.